# 两广猕猴桃
两广猕猴桃（学名：Actinidia liangguangensis）为猕猴桃科猕猴桃属的植物，为中国的特有植物。分布在中国大陆的广东、广西等地，生长于海拔250米至1,000米的地区，多生在山地山谷灌丛中或林中向阳处，目前尚未由人工引种栽培。